# Cztery pory roku (audycja)
Cztery pory roku – audycja słowno-muzyczna nadawana na antenie Programu I Polskiego Radia w dni powszednie od 9:00 do 12:00. Gospodarzami programu są: Roman Czejarek, Jolanta Fajkowska, Sława Bieńczycka, Karolina Rożej, Małgorzata Raducha. Pierwsza audycja została wyemitowana 2 stycznia 1978 roku.
W audycji poruszane są tematy z zakresu: zdrowia, kuchni, kultury, sportu, stylu życia, czy zjawisk społecznych.
Do końca grudnia 2011 roku program prowadzony był w duetach.
W przeszłości gospodarzami audycji byli między innymi: Wiesław Molak, Dorota Wellman, Agata Młynarska, Paweł Pochwała, Anna Popek, Paula Michalik, Mariusz Rokos, Marta Kielczyk, Paweł Kostrzewa, Marcin Wojciechowski, Katarzyna Nazarewicz, czy Bogdan Sawicki.
Latem Cztery pory roku zastępuje Lato z Radiem.
W programie jako prezenter pogody występował znany z programu Agrobiznes w TVP1, Bogdan Sawicki.
Sygnałem audycji jest fragment kompozycji Antonia Vivaldiego pod takim samym tytułem.
W przeszłości program emitowany był codziennie od 9:00 do 12:00.